# 397 a.C.

## Eventos
- Lúcio Júlio Julo, pela segunda vez, Lúcio Fúrio Medulino, pela quarta vez, Lúcio Sérgio Fidenato, Aulo Postúmio Albino Regilense, Públio Cornélio Maluginense e Aulo Mânlio Vulsão Capitolino, pela terceira vez, tribunos consulares em Roma.